# Jakowlew Jak-28
Die Jakowlew Jak-28 (russisch Яковлев Як-28, NATO-Codename: „Brewer“ bzw. „Firebar“ oder „Maestro“) war ein zweistrahliges sowjetisches Kampfflugzeug. Sie war das letzte Glied in der Entwicklungsreihe Jak-25, Jak-26, Jak-27.

## Entwicklung
Der erste als Jak-129 bezeichnete Prototyp war mit R-11A-300-Triebwerken ausgerüstet und flog erstmals am 5. März 1958. Die Flugerprobung absolvierte er bis zum 4. Oktober gleichen Jahres. Aufgrund mangelnder Richtungsstabilität erhielten die Tragflächen anschließend zwei zusätzliche Grenzschichtzäune. Nachdem aber noch weitere Mängel aufgetreten waren, verweigerte die staatliche Prüfungskommission die Abnahme, weshalb noch zwei weitere Prototypen entstanden, die Jak-28-2 mit R-11AF-300- und die Jak-28-3 mit R-11AF2-300-Triebwerken. Diesmal wurden alle Tests erfolgreich absolviert und die Jak-28 im Irkutsker Werk Nr. 39 und im Werk Nr. 153 Nowosibirsk in die Produktion überführt.
Sie erschien Anfang der 1960er-Jahre in den Hauptversionen als Abfangjagdflugzeug (Jak-28P), Frontbombenflugzeug (Jak-28B) und Aufklärungsflugzeug (Jak-28R). Vorgestellt wurde der Typ der Öffentlichkeit erstmals am 1. Juni 1961 auf der Luftparade in Tuschino, die Auslieferung der ersten Serienmaschinen begann 1962. Im Gegensatz zu den Vorgängern Jak-26 und Jak-27 erschien die Jak-28 jedoch als Schulterdecker, um für die großen, mit einem Nachbrenner ausgerüsteten Tumanski-R-11-Triebwerke genügend Bodenfreiheit zu schaffen. Die letzten verbliebenen Jak-28 wurden 1992 außer Dienst gestellt.

## Einsätze
Im August 1968 führten Jak-28R des 11. Selbstständigen Aufklärungsfliegerregiments vom Flugplatz Neu-Welzow aus Aufklärungseinsätze im Rahmen der Niederschlagung des Prager Frühlings über dem Territorium der ČSSR durch.
Während des Afghanistan-Konfliktes kamen ab Dezember 1979 insgesamt drei mit Jak-28 ausgerüstete Einheiten zum Kriegseinsatz. Als erstes führte das 87. Selbstständige Aufklärungsfliegerregiment (ORAP) vom Flugplatz Karshi in Usbekistan aus nächtliche Aufklärungsflüge durch. Andere Teile der Einheit wurden in Kokaidy und Kandahar stationiert. Eine aus acht Jak-28R bestehende Staffel des 39. ORAP verlegte am 25. Dezember 1979 auf den Flugplatz Mary in Turkmenistan und begann ebenfalls unverzüglich mit Aufklärungsflügen über Afghanistan. Ein anderer Teil der Einheit war ebenfalls in Karshi stationiert. Während das 39. Regiment bereits im April 1980 wieder zurück auf seinen Heimatbasis in Balchasch/Kasachstan verlegt wurde, blieb das 87. ORAP im Kriegseinsatz und ersetzte 1987 seine Jak-28 durch Su-24MR.
Im Februar 1980 kam es über der afghanisch-iranischen Grenze zu einer Konfrontation mit iranischen F-14. Die Jak-28R der Besatzung Rosljakow/Gabidulin vom 87. ORAP führten einen Aufklärungseinsatz durch und verletzte dabei anscheinend den iranischen Luftraum, worauf vom Stützpunkt in Maschhad zwei Abfangjäger starteten. Die Besatzung der Jak-28 bemerkte die Flugzeuge und versuchte im Tiefstflug in etwa 20 Metern Höhe zu entkommen. Die F-14 ließen sich jedoch nicht abschütteln. Erst als sie im Gebiet Kurchka bereits in den sowjetischen Luftraum eingedrungen waren, drehten sie schließlich ab.
Das 149. Gardebombenfliegerregiment (GwBAP) verlegte mit seinen Jak-28I bereits am 13. Dezember 1979 nach Karshi, blieb dort in ständiger Gefechtsbereitschaft und führte Trainingsflüge durch. In der Nacht vom 6. zum 7. Januar 1980 erfolgte der erste Kriegseinsatz gegen gemeldete Marschtruppen, wobei Streubomben vom Typ RBK-500 abgeworfen wurden. Insgesamt erfolgten im Januar 14 Einsätze, hauptsächlich gegen Truppenkonzentrationen der Mudschaheddin. Am 22. und 26. Februar wurden zur Unterstützung der Bodentruppen jedoch auch Angriffe auf Kabul geflogen. Der Einsatz des 149. GwBAP endete bereits am 7. März 1980 mit der Rückverlegung auf den Heimatstützpunkt Nikolajewka (seit 1993: Schetigen) in Kasachstan.
Drei Jak-28 gingen während des Einsatzes verloren. Am 4. Februar verfehlte die Jak-28I der Besatzung Lebedjew/Nagli bei starkem Nebel beim Anflug auf den Stützpunkt Karshi die Landebahn und raste in einen Erdwall. Das Flugzeug explodierte, die Besatzung war sofort tot. Bei einer Jak-28R des 87. ORAP musste aufgrund eines plötzlich auftretenden Leistungsverlusts der Triebwerke der Start vom Platz Kokaidy abgebrochen werden. Die Maschine schoss über das Rollbahnende hinaus in einen Bewässerungsgraben. Dabei wurde der Treibstofftank aufgerissen und die Jak-28 fing Feuer. Die Besatzung konnte sich aus dem Wrack befreien und überlebte, das Flugzeug explodierte kurze Zeit darauf. Der einzige Verlust während eines Einsatzes erfolgte am 15. April 1987 und wurde wahrscheinlich durch eine Stinger-Flugabwehrrakete verursacht. Die Besatzung Tschistejew/Ponarenko musste über von Mudschaheddin kontrolliertem Gebiet aussteigen und wurde höchstwahrscheinlich von den Aufständischen getötet.
Insgesamt zeigte der Einsatz in Afghanistan, dass die Jak-28 – insbesondere die Bomberausführung Jak-28I – nicht mehr den Anforderungen entsprach. Die Flugzeuge des 149. GwBAP wurden denn auch nach der Rückkehr durch Su-24 ersetzt.

## Versionen

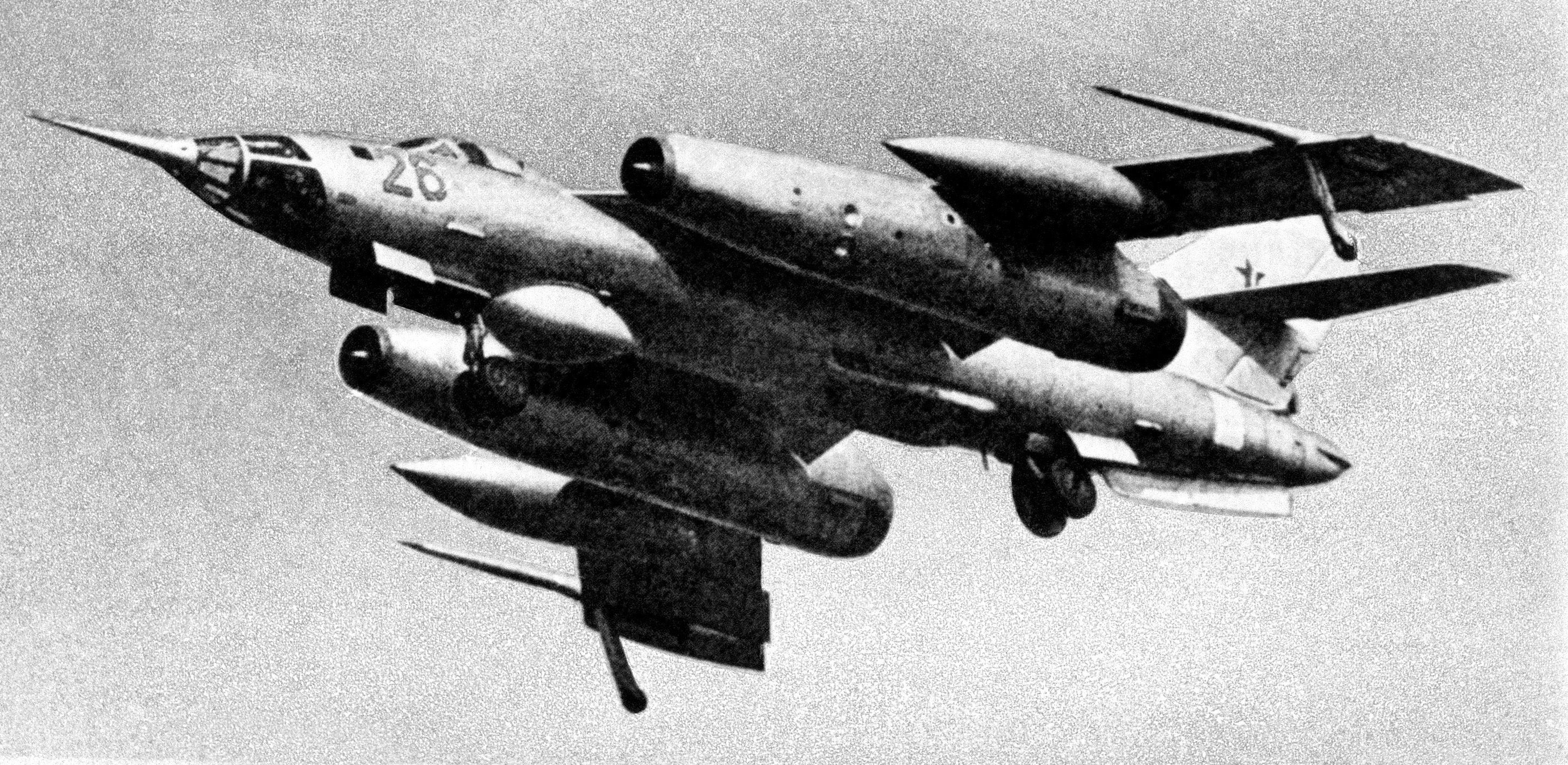
Leichter Bomber Jak-28I

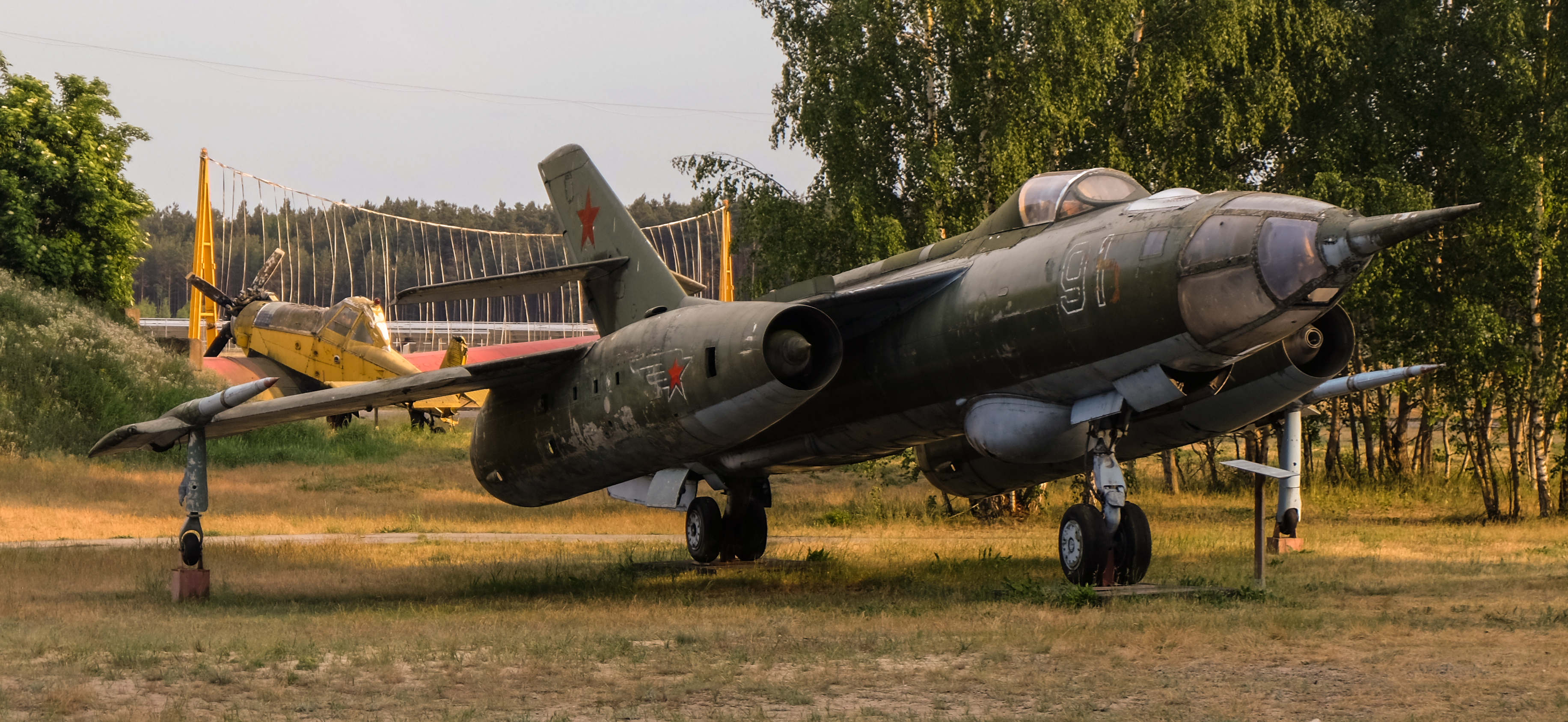
Die Aufklärerversion Jak-28R

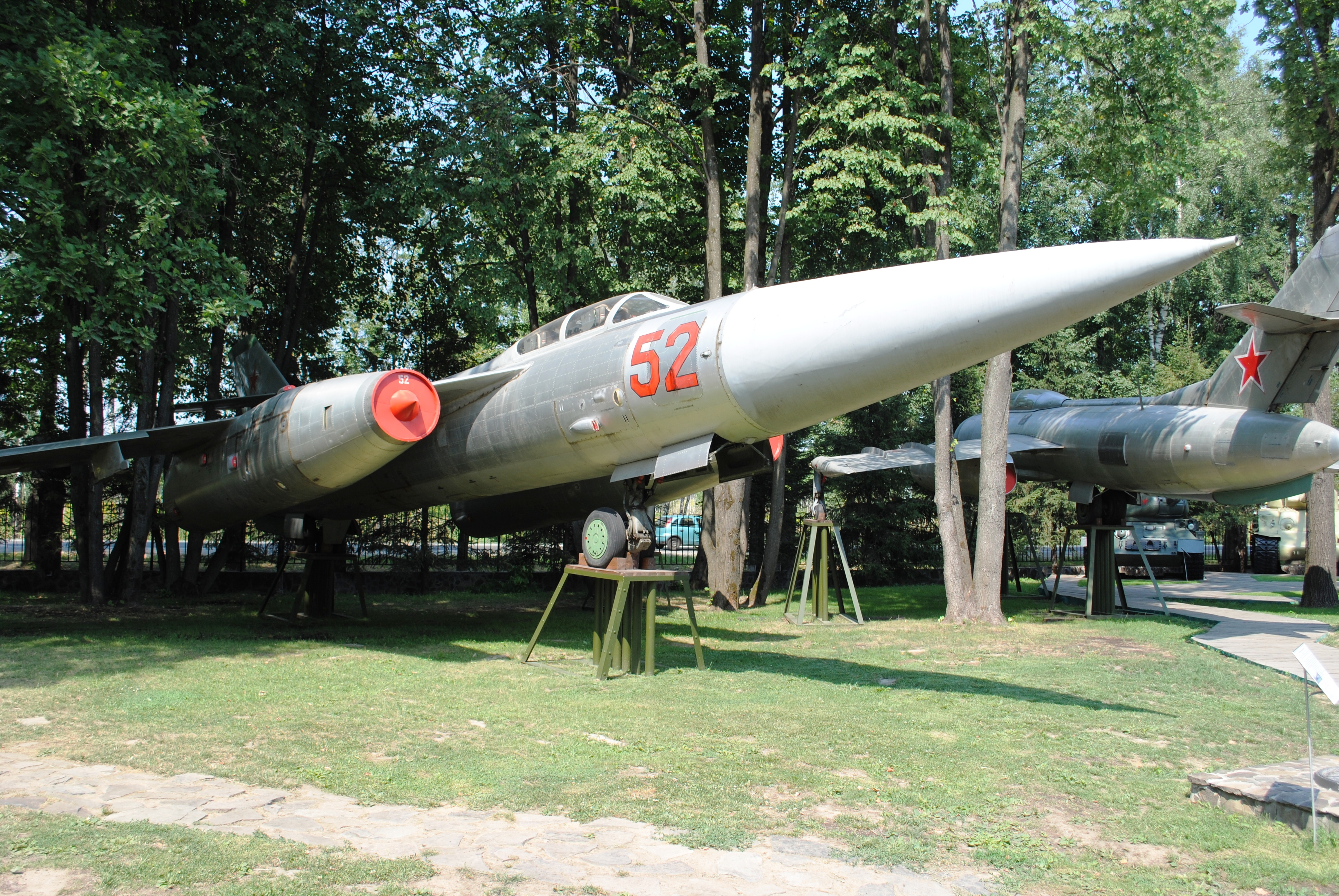
Jak-28P mit verlängerter Bugspitze für das Orjol-D-Radar

Dreiseitenriss der Jak-28-64

Jak-28Die erste Serie war mit dem zweiten Prototyp Jak-28-2 identisch und als taktischer Bomber ausgeführt. Sie besaß kein Radar. Es entstand nur eine kleine Serie, deren Existenz den westlichen Staaten nicht bekannt wurde und die deshalb keinen NATO-Codenamen erhielt.
Jak-28BSie war die zweite Serienversion als taktisches Bombenflugzeug, dessen Prototyp (gelbe 74) 1959 erstmals flog. Sie war mit einem um 360° rotierenden Radar RBP-3 in einer Ausbuchtung unter der Pilotenkabine und einer fünfzigschüssigen Kanone NR-23 ausgestattet. Es wurden 1960 nur wenige Maschinen gebaut, die Bomberfertigung ging recht schnell auf die Jak-28L über. 1961 wurde das Muster auf der Tuschinoer Luftparade der Öffentlichkeit vorgeführt. Mit einer Serienmaschine wurden vom 20. März bis zum 4. April 1962 Tests mit zwei SPRD-118-Starthilfsraketen am hinteren Rumpf und einem automatischen Bremsschirmsystem durchgeführt. Die Versuche waren erfolgreich und ihre Ergebnisse flossen in die Produktion ein. Die Jak-28B erhielt zunächst den NATO-Codenamen „Brewer“, der nach dem Erscheinen weiterer Versionen in „Brewer-A“ geändert wurde.
Jak-28BIAls Jak-28BI wurde eine 1965 mit einem hochauflösenden Seitenrichtradar Bulat und Bodenradar Iniziatiwa-2 versehene Jak-28B bezeichnet.
Jak-28LDie Allwetter-Bomberausführung wurde aus dem dritten Prototyp Jak-28-3 abgeleitet und erschien 1962. Das Kürzel L bezieht sich auf das verwendete elektronische Bombenzielgerät Lotos, das jedoch nicht sehr zuverlässig war. Die Einführung in die Truppe erfolgte ab 1963. In der mittleren Rumpfsektion befand sich der Bombenschacht, jedoch konnten auch Außenlasten an zwei Unterflügelstationen mitgeführt werden. Die NR-23-Kanone wurde im Verlauf der Fertigung durch eine GSch-23Ja ersetzt. Der Arbeitsplatz des Navigators im Bug erwies sich als unzureichend, so dass die Produktion nach nur 111 Maschinen auf die Jak-28I überging. Der NATO-Code lautet „Brewer-B“.
Jak-28IAb 1963 ausgelieferte Allwetterbomber- und Jagdbomberausführung mit Bodenradar Iniziatiwa-2, die auch als Nuklearwaffenträger genutzt werden konnte. Der Prototyp (gelbe 24) war anfangs mit R-11AF-300-Triebwerken ausgerüstet, erhielt aber später R-11AF2-300, die beibehalten wurden. Es entstanden 223 Stück, die den NATO-Code „Brewer-C“ erhielten.
Jak-28IMDiese Ausführung von 1969 war der Versuch einer Modernisierung (m für modifizirowanni) und Kampfwertsteigerung der Jak-28I mit vier zusätzlichen Pylonen für Waffen und Ausrüstung. Wegen der bereits angelaufenen Serienproduktion der Suchoi Su-17 und Suchoi Su-24 erfolgte kein Serienbau.
Jak-28NAusführung der Jak-28I für zwei Luft-Boden-Raketen Ch-28 an Pylonen unter den Tragflächen.
Jak-28Reine aus der Jak-28I entwickelte Aufklärungsversion (Raswedtschik=Aufklärer), die ebenso wie die Jak-28L einen verglasten Rumpfbug besaß, jedoch mit einem schrägen Glas-Metall-Übergang ausgestattet war und 1963 erstmals flog. Integriert war eine Multisensor-Plattform mit optischen Kameras, Seitensichtradar und anderen Sensoren im Bombenschacht. Der NATO-Code für diesen Typ lautet „Brewer-D“. Die Tankkapazität wurde um 550 Liter erhöht. 183 Stück wurden von 1966 bis 1970 in Irkutsk gebaut.
Jak-28RREs handelte sich um eine spezielle Aufklärungsversion für die Kernstrahlungsaufklärung in der Luft(RR = радиационный разведчик). Einige wenige Jak-28R wurden in den 1960er-Jahren solchermaßen umgerüstet. Die Ausrüstung befand sich in RR8311-100-Behältern unter den Tragflächen.
Jak-28RLDies war eine verbesserte Testversion der Jak-28R zur Funkaufklärung mit einem normalen Übergang vom Bug zum Rumpf. Als Erprobungsträger wurde eine Serien-Jak-28L (blaue 06) umgebaut. Die Funkausrüstung befand sich in Tragflächenbehältern RR8311-100.
Jak-28PPDies war eine spezielle Ausführung als ECM-Flugzeug zur elektronischen Kriegführung. PP steht für Postanowtschik Pomech (Störungsorganisation). Sämtliche entbehrliche Ausrüstung war ausgebaut und durch Störsysteme der Typen Strela, Buket, Fasol-1 und SPS-153 ersetzt worden. Der Einsatz erfolgte von 1970 bis zum Anfang der 1990er-Jahre. Der NATO-Code lautete „Brewer-E“.
Jak-28NAus einer Jak-28I abgeleiteter Prototyp einer Anti-Radar-Version mit RLS-Radar und Ch-28-Raketen, der 1965 getestet wurde, aber nicht in Serie ging.
Jak-28PEine Allwetter-Abfangjagdversion, NATO-Code „Firebar“, die ab 1965 an die Luftstreitkräfte ausgeliefert und 1967 der Öffentlichkeit vorgestellt wurde. Der Bug dieses Modells bestand aus einer spitz zulaufenden Nase aus Polystyrol, unter der sich das große Funkmessgerät Orjol-D befand. Die zwei Besatzungsmitglieder saßen hintereinander im von der Jak-27 übernommenen Cockpit. Der Bombenschacht wurde durch einen 4570-Liter-Tank ersetzt. Die Produktion erfolgte im Nowosibirsker Werk Nr. 153 und umfasste 435 Jak-28P. Noch Ende 1985 sollen etwa 150 Exemplare bei der Luftverteidigung im Einsatz gewesen sein. Das P im Kürzel steht für Perechwatschik, zu deutsch Abfänger.
Eine modifizierte Version mit verlängerter Bugspitze und nach hinten versetzten, inneren Flügelträgern für Raketen R-3S gelangte ab 1966 in die Produktion.
Jak-28PMDies war eine verbesserte Version der Jak-28P mit stärkeren Triebwerken Tumanski R-11AF3-300 von 1963, die dem Flugzeug eine Höchstgeschwindigkeit von 2400 km/h ermöglichten. Da das Triebwerk nicht in die Produktion gelangte, blieb auch die PM ein Prototyp.
Jak-28SRHierbei handelte es sich um eine Version mit dem Störsender SPS-141 (Stanzija Pomechowych Signalow) oder SPS-143. Der Prototyp – eine umgebaute Serien-Jak-28R – flog erstmals 1970. Die gebaute Stückzahl war sehr klein.
Jak-28UDiese im NATO-Bezeichnungssystem als „Maestro“ geführte Allwetter-Schulmaschine verfügte über ein zweites Cockpit für den Flugschüler, welches vor der normalen Kabine in Tandembauweise aufgesetzt war. Das Flugzeug verfügte über eine Doppelsteuerung, einen 1350-Liter-Tank im Bombenschacht und eine Bugspitze aus Metall. Als Antrieb dienten zwei R-11AF-300. Der Prototyp Jak-129U absolvierte die Erprobung von Juli bis September 1962. Ab Ende 1962 wurde die Jak-28U in einer Stückzahl von 183 gebaut.
 Jak-28URPFür Versuchszwecke wurde eine serienmäßige Jak-28P mit zusätzlichen Raketentriebwerken ausgerüstet, um so Geschwindigkeit und Flughöhe zu steigern. Dieses Konzept wurde aber nicht weiterverfolgt.
Jak-28-64Bei diesem Prototyp als Gegenentwurf zur Suchoi T-58D, der späteren Su-15, waren die beiden Triebwerke in den Rumpf integriert, wodurch der mittlere Rumpfabschnitt breiter gehalten wurde. Unter dem Rumpf konnten an zwei Aufhängungen zwei Zusatzbehälter mitgeführt werden. Die Bewaffnung bestand aus zwei Raketen R-8M1 unter den Tragflächen. Die Entwicklung begann 1964, die Erprobung wurde 1966 durchgeführt. Aufgrund schlechter Flugleistungen kam kein Serienbau zustande.

## Zwischenfälle

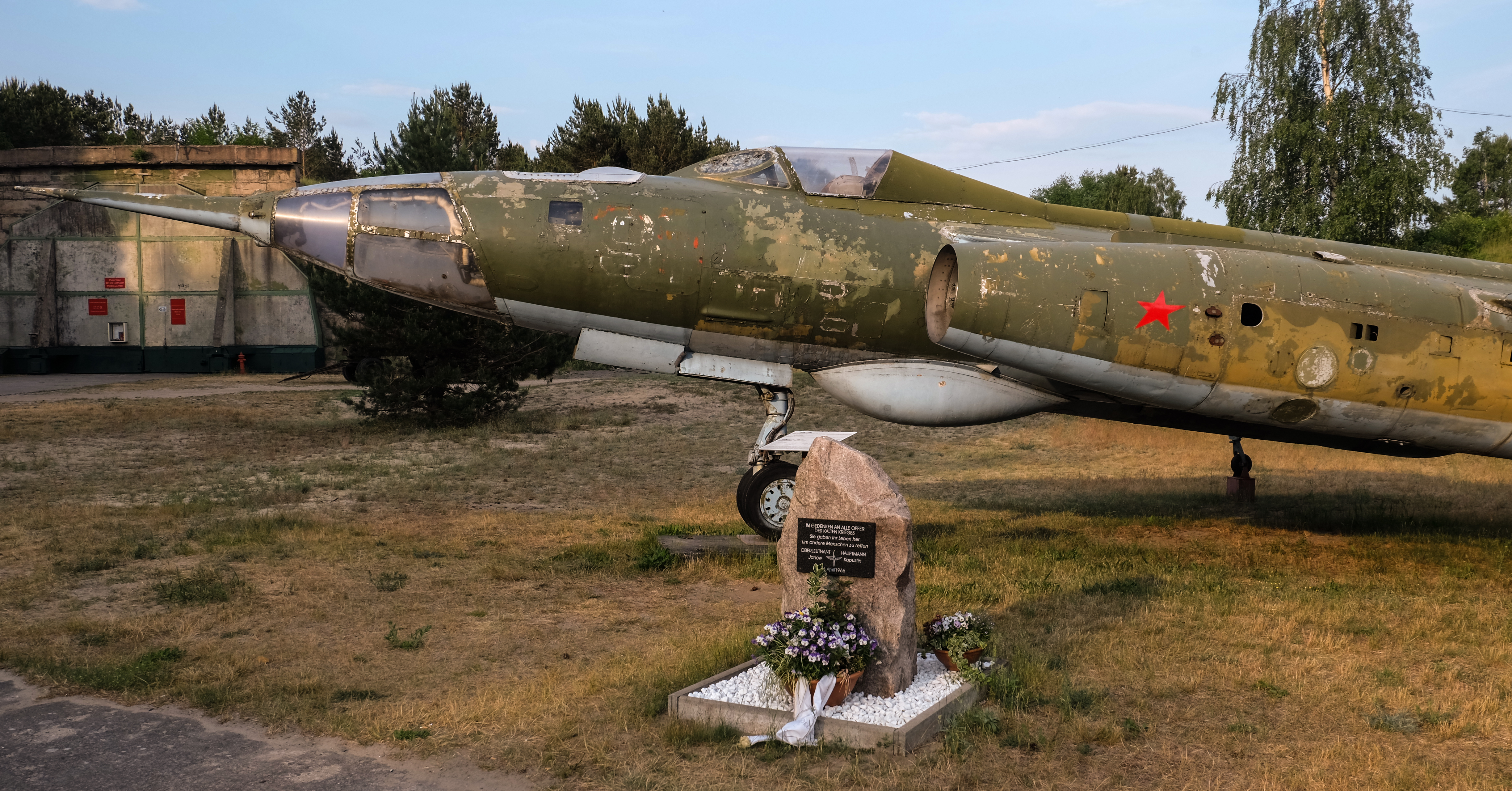
Jak-28R auf dem Flugplatz Eberswalde-Finow mit Gedenkstein für die sowjetischen Offiziere

Am 6. April 1966 stürzte eine auf dem Flugplatz Eberswalde-Finow stationierte Jak-28 der 16. Luftarmee in den im britischen Sektor Berlins befindlichen Stößensee. Die Briten bargen das Wrack und die Leichen der bei dem Unfall ums Leben gekommenen Besatzungsmitglieder und übergaben sie den sowjetischen Behörden. Heute existieren Gedenksteine auf dem Sowjetischen Garnisonsfriedhof Eberswalde und im Luftfahrtmuseum Finowfurt und eine Gedenktafel am Geländer der Stößenseebrücke.
→ Absturz einer sowjetischen Jak-28 in den Stößensee

## Technische Beschreibung
Gebaut wurde die Jak-28 in Ganzmetall-Halbschalenbauweise.
Der Rumpf umschließt drei Sektionen: Der Bug beinhaltete entweder das Funkmessgerät (Jäger) oder die Kabine des Navigators (Bomber/Aufklärer) sowie die Pilotenkabine, den Schacht des Bugradfahrwerkes und die Navigationsausrüstung/Bombenzielgerät. Die Jak-28 verfügte in der Aufklärer/Bomberversion über eine gläserne Bugkanzel, die der Arbeitsplatz des Navigators/Bombenschützen war. Die Jagdausführungen waren mit geschlossenem Bug ausgestattet.
In der Rumpfmitte befanden sich die Kraftstoffbehälter, die Anschlüsse für die Tragflächen, die elektronische Ausrüstung und bei der Bomberversion der Bombenschacht. Die Hecksektion diente zur Aufnahme des Heckrades und besaß am Ende ein Warngerät zur Erfassung feindlicher Jäger.
Die freitragenden zweiholmigen Tragflächen waren zwischen Rumpf und Triebwerk stärker gepfeilt (44°) als im Außenbereich (35°). Die Flügelvorderkante wies einen Sägezahn auf. Pro Seite verfügte die obere Tragflächenseite über einen Grenzschichtzaun.
Das Leitwerk besaß einen ansteigenden Kiel, eine hoch angesetzte Höhenflosse mit 40° Pfeilung sowie unter dem Heck eine Stabilisierungsflosse, auch als Falschkiel bezeichnet. Das Seitenleitwerk war im Vergleich zur Jak-25 deutlich höher.
Das von der Jak-25 übernommene Tandemfahrwerk bestand aus dem Bugrad, dem Hauptrad sowie zwei Stützrädern an den Tragflügelenden.

## Militärische Nutzer

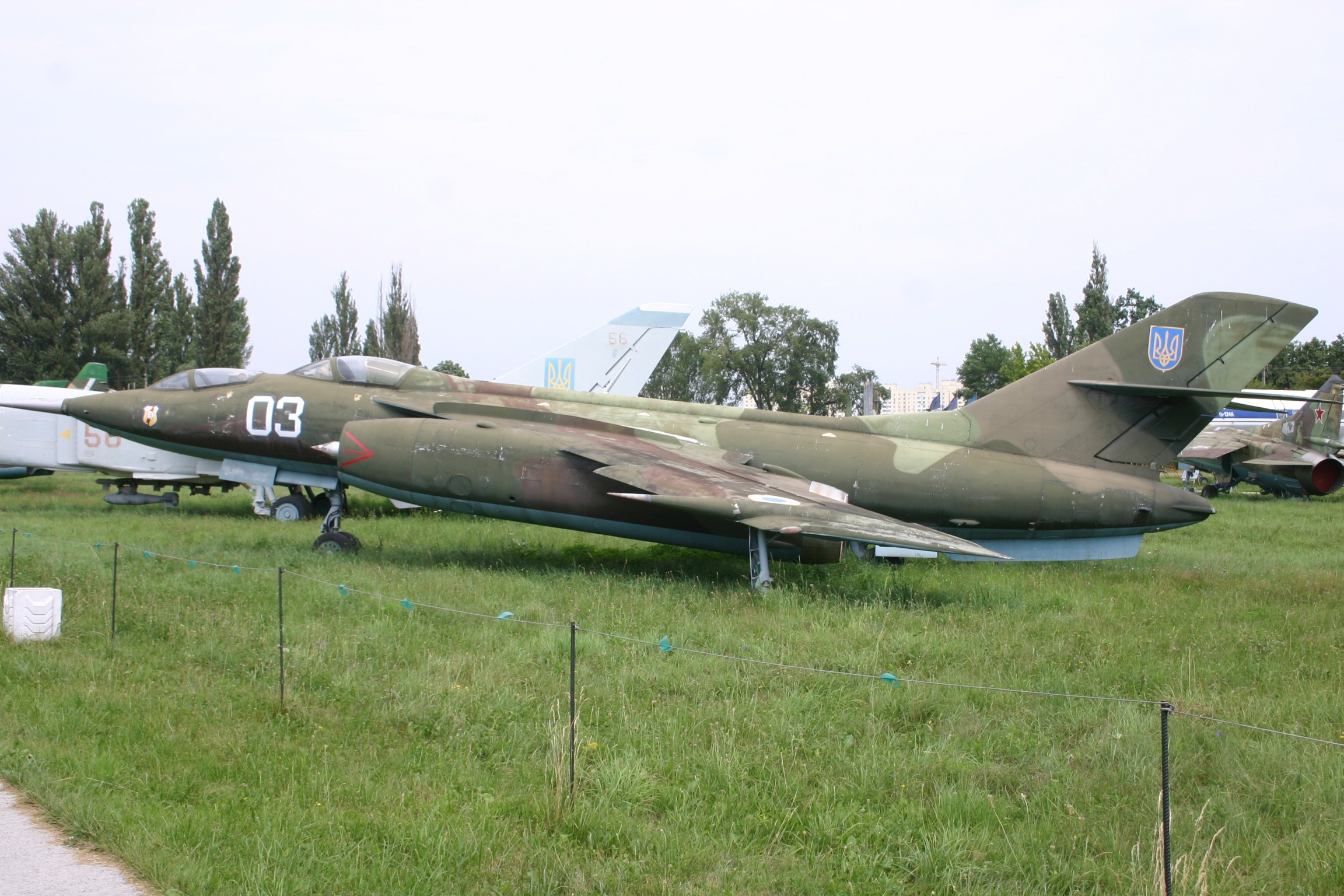
Schulversion Jak-28U im Luftfahrtmuseum der Ukraine

- Russland

Russische Luftstreitkräfte
- Sowjetunion

Luftstreitkräfte der Sowjetunion
- Turkmenistan
- Ukraine

Ukrainische Streitkräfte: 35

## Technische Daten

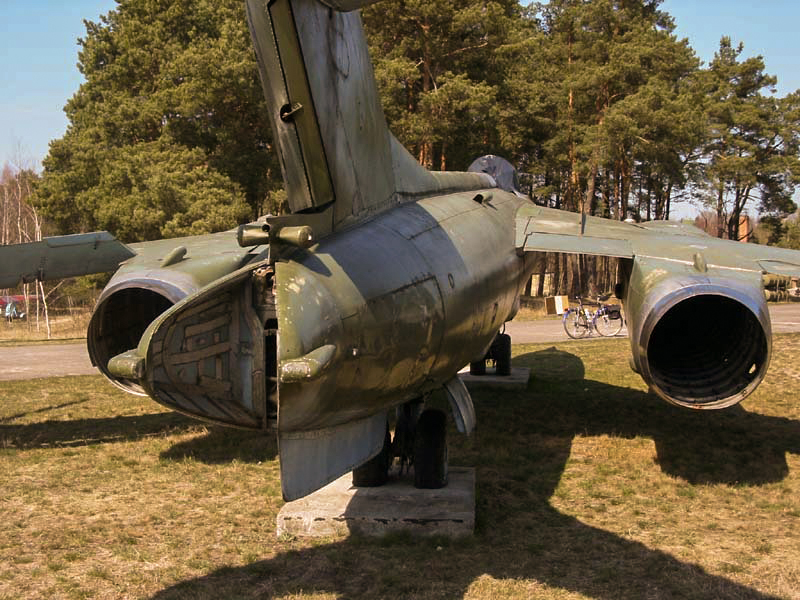
Das Heck einer Jak-28R mit geöffnetem Staufach für den Bremsschirm

| Kenngröße             | Jak-28I                                                         | Jak-28P                                                           |
| --------------------- | --------------------------------------------------------------- | ----------------------------------------------------------------- |
| Besatzung             | 2                                                               | 2                                                                 |
| Spannweite            | 11,60 m                                                         | 11,78 m (12,95 m)                                                 |
| Länge                 | 20,20 m                                                         | 20,55 m (23 m)                                                    |
| Höhe                  | 4,30 m                                                          | 3,95 m                                                            |
| Flügelfläche          | 35,25 m²                                                        | 35,24 m² (37,6 m²)                                                |
| Leermasse             | 13.600 kg                                                       | k. A.                                                             |
| Startmasse            | normal 16.160 kg maximal 19.000 kg                              | 18.400 kg                                                         |
| Triebwerke            | 2 TL Tumanski R-11AF2-300                                       | 2 TL Tumanski R-11AF2-300                                         |
| Leistung              | je 46 kN ohne Nachbrenner je 60,8 kN mit Nachbrenner            | je 60,8 kN mit Nachbrenner                                        |
| Höchstgeschwindigkeit | 1.850 km/h                                                      | 1.840 km/h                                                        |
| Marschgeschwindigkeit | 920 km/h in 11.000 m Höhe                                       | 925 km/h                                                          |
| Steiggeschwindigkeit  | 142 m/s                                                         | k. A.                                                             |
| Gipfelhöhe            | 14.500 m                                                        | 16.000 m                                                          |
| Reichweite            | 2.070 km                                                        | 2.150 km                                                          |
| Bewaffnung            | eine 23-mm-Maschinenkanone NR-23 oder GSch-23Ja 4.000 kg Bomben | 2 Luft-Luft-Lenkraketen R-8M1R, später 2 R-98 und 2 R-3 bzw. R-60 |

## Bewaffnung
Interne Rohrwaffen
- 1 × 23-mm-Maschinenkanone Nudelman-Richter NR-23 mit 50 Schuss Munition (nur Jak-28B)
- 1 × 30-mm-Maschinenkanone Nudelman-Richter NR-30 mit 80 Schuss Munition
- 1 × 23-mm-Maschinenkanone Grjasew-Schipunow GSch-23 (9A472) mit 150 Schuss Munition (ab Jak-28L)

Waffenzuladung von 4.000 kg in einem internen Waffenschacht sowie an zwei Außenlaststationen unter den Tragflächen
Luft-Luft-Lenkflugkörper
- 2 × PU-1-8-Startschienen für je 1 × Bisnowat R-8MR/M1R (AA-3 „Anab“) – radargesteuert für Mittelstrecken
- 2 × PU-1-8-Startschienen für je 1 × Bisnowat R-8MT/M1T (AA-3 „Anab“) – infrarotgesteuert für Mittelstrecken
- 2 × BD3-60-21U-Startschienen für je 1 × Wympel R-3S (K-13A bzw. AA-2 „Atoll“) – infrarotgesteuert für Kurzstrecken

Luft-Boden-Lenkflugkörper
- 2 × Raduga Ch-28 (AS-9 „Kyle“) – passiv radargelenkt zur Radarbekämpfung

Freifallende Bomben
- 1 × FAB-3000 (3.000-kg-Freifallbombe)
- 2 × FAB-1500 (1.500-kg-Freifallbombe)
- 1 × freifallende 1.200-kg-Nuklearbombe
- 2 × FAB-500 (500-kg-Freifallbombe)
- 2 × RBK-500 (500-kg-Streubombe)
- 4 × FAB-250 (250-kg-Freifallbombe)
- 8 × FAB-100 (100-kg-Freifallbombe)

Externe Behälter
- 1 × abwerfbarer Zusatztank für 1.000 Liter Kerosin